# Cermet
Cermet er en portmanteau for "keramik" og "metal". Et CerMet er et kompositmateriale, der består af keramik (cer) og metalliske (met) materialer. Et cermet er ideelt designet til at have de optimale egenskaber fra både keramik, såsom høj temperaturbestandighed og hårdhed – og de bedste egenskaber fra metaller, såsom at kunne virke plastisk deformerbare.
Metallet bliver anvendt som en binder for et oxid, borid, karbid eller aluminid. Generelt er de anvendte metaller nikkel, molybdæn og kobolt. Afhængig af materialets fysiske struktur, kan cermet også være metal matrix composite, men cermet indeholder efter rumfang typisk mindre end 20% metal.
Cermet bliver typisk anvendt i modstande (specielt i variable modstande), kondensatorer, og andre elektroniske komponenter, som kan blive udsat for høje temperaturer.

## Mere læsning
- Tinklepaugh, James R. (1960). Cermets. New York: Reinhold Publishing Corporation. ASIN B0007E6FO4.